# Hajsza élő adásban
A Hajsza élő adásban (eredeti cím: Line of Duty) 2019-ben bemutatott amerikai akció-thriller, melyet Steven C. Miller rendezett. A főszereplők Giancarlo Esposito, Dina Meyer és Aaron Eckhart.
Az Amerikai Egyesült Államokban 2019. november 15-én mutatták be, Magyarországon DVD-n jelent meg szinkronizálva 2020 májusában.

## Cselekmény
A kegyvesztett zsaru, Frank Penny (Aaron Eckhart) próbál helyrehozni egy ügyet, amit korábban elvétett. Amikor a rendőrfőnök 11 éves lányát elrabolják, Frank mindenképp megpróbálja megmenteni. De a lány megtalálásához Franknek szüksége van Ava Brooks (Courtney Eaton) segítségére, aki az élő adású hírcsatornát közvetíti Frank minden mozdulatáról. Amíg a város figyeli, Frank és Ava versenyeznek az idővel és nemcsak minden merész akadállyal szembesülnek, hanem az emberrabló testvéreivel is, akik bosszút akarnak állni.

## Szereplők
| Szereplő         | Színész            | Magyar hang   |
| ---------------- | ------------------ | ------------- |
| Frank Penny      | Aaron Eckhart      | Pál Tamás     |
| Ruth Carter      | Dina Meyer         |               |
| Volk rendőrfőnök | Giancarlo Esposito | Jakab Csaba   |
| Ava Brooks       | Courtney Eaton     | Pekár Adrienn |
| Dean Keller      | Ben McKenzie       | Bozsó Péter   |
| Clover           | Jessica Lu         |               |

## A film készítése
A film forgatása és filmezése Alabamában készült.